# Erich Fried
Erich Fried (Vienna, 6 maggio 1921 – Baden-Baden, 22 novembre 1988) è stato un poeta austriaco naturalizzato britannico.

## Biografia
Austriaco ebreo, fu costretto ad abbandonare il suo paese nel 1938 dopo l'occupazione nazista. Emigrato a Londra lavorò - oltre che come scrittore - anche da bibliotecario, operaio chimico, giornalista e commentatore del programma in lingua tedesca della BBC.
I suoi primi lavori poetici risalgono agli ultimi anni della seconda guerra mondiale e l'inizio del suo primo romanzo - Ein Soldat und ein Mädchen ("Un soldato e una ragazza") - risale all'anno 1948.
Numerosi sono i volumi di poesie - oltre al romanzo citato - e di racconti scritti da Fried, che compose anche un libretto d'opera, ma anche drammi radiofonici, traduzioni (soprattutto da T.S. Eliot, Dylan Thomas, Sylvia Plath e, non ultimo,  William Shakespeare).
Fried ricevette numerosi premi letterari tra cui: Fordergabe des Shiller (1965) Österreichischer Wurdigunggspreis für Literarur (1965); Prix International des éditeurs (1977); Literaturpreis der Stadt Wien (1980); Literaturpreis der Stadt Bremen (1983); Georg-Büchner-Preis (1987, un anno prima della sua morte).